# Parroquia San Norberto (Lima)
La parroquia San Norberto es una comunidad de la Iglesia católica ubicada en la urbanización Santa Catalina, en el distrito de La Victoria, ciudad de Lima, capital del Perú. Es administrada por los Sacerdotes diocesanos y depende del Arzobispado de Lima. Fue fundada por los Padres Norbertinos el 15 de julio de 1963, y cumple la labor pastoral de administrar los sacramentos, organizar la Celebración Eucarística y promover las enseñanzas de Dios. En su altar, ha celebrado misas los Cardenales Juan Landázuri Ricketts, Augusto Vargas Alzamora y Juan Luis Cipriani, entre otros reconocidos clérigos peruanos. La Parroquia San Norberto organiza cada año la procesión del Señor de los Milagros más importante del distrito de La Victoria, y ha recibido las reliquias de Santo Toribio Alfonso de Mogrovejo, entre otros Santos de la Iglesia Católica. La parroquia cuenta con su propia Hermandad del Señor de los Milagros, la cual recorre las calles de la urbanización Santa Catalina, desde 1989. Asimismo, la Parroquia San Norberto realiza el evento cultural San Norberto Fest, el cual es un espectáculo cultural que presenta conciertos, ferias y espectáculos artísticos. El evento inició en 2015, y se realiza de manera ininterrumpida cada año, con la producción general de Fernando Eslava Mendoza, miembro de la parroquia y productor de eventos.

## Párrocos
- Monseñor Guillermo Abanto Guzmán (1994-2002)
- P. Víctor Solís (2002-2003)
- P. Hugo Berrío (2003-2005)
- P. Christian Juárez (2005-2007)
- P. Sandro Carbone (2007-2013)
- P. Ángel Palacios (2013-2018)
- P. Ricardo Fernández (2018-2025)
- P. Litman Rodríguez (2025-presente)

## Horario de Misas
- Lunes a sábado: 7am y 7pm.
- Domingos: 8am, 10am, 12pm, 6pm y 7:30pm.

## Grupos Parroquiales
- Hermandad del Señor de los Milagros
- Coro Santa Cecilia
- Coro Sagrada Familia
- Coro Inmaculada Concepción
- Coro Samay
- Jóvenes de Cristo
- Renovación Carismática Católica
- Grupo de Acólitos
- Grupo de Catequistas y parejas guías
- Grupo San Pío
- Grupo Padre Eterno
- Grupo Divino Niño
- Grupo de Liturgia
- Grupo Sagrado Corazón de Jesús